# 哈比马剧院

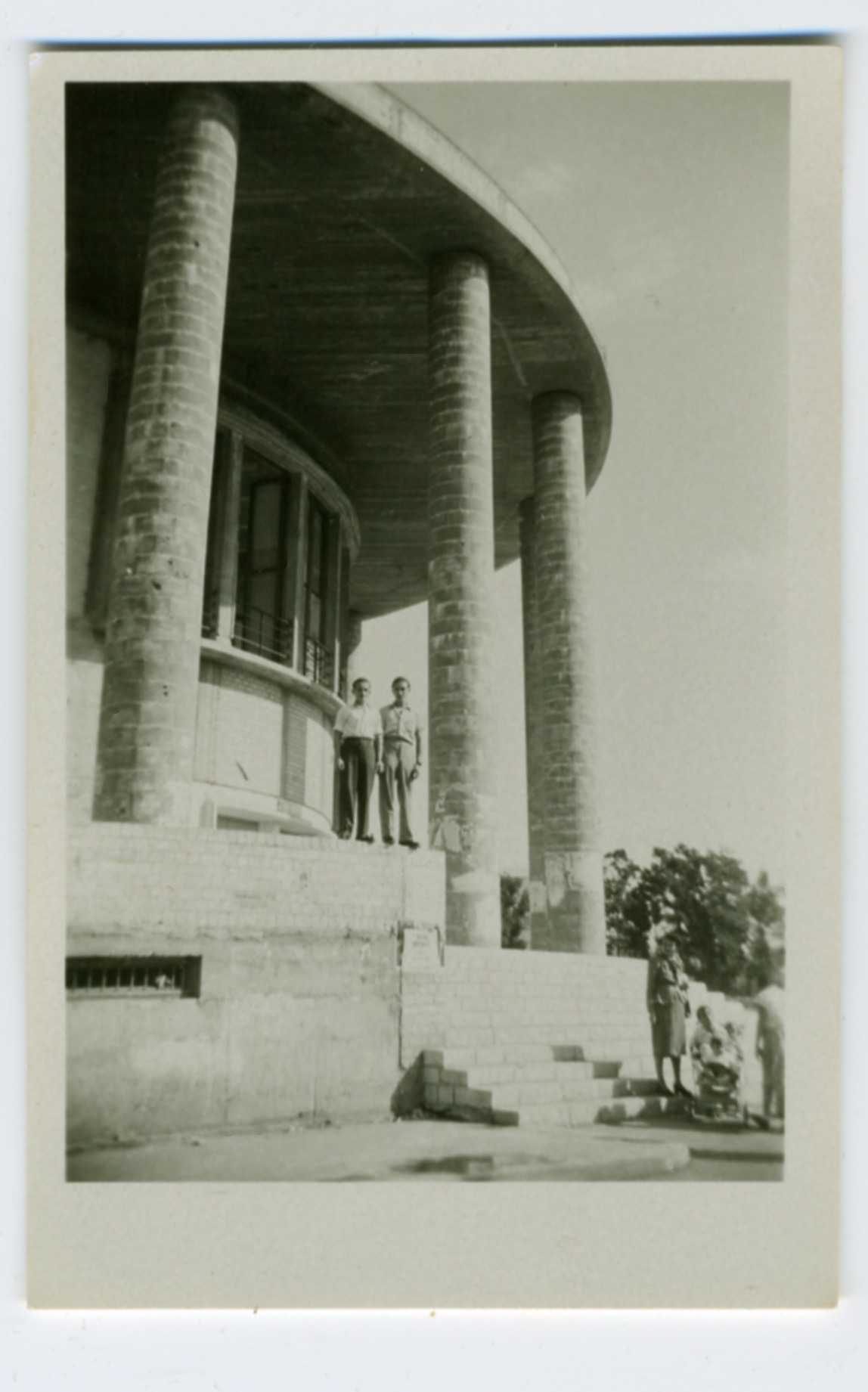
哈比马剧院，摄于1950年

哈比马剧院（Habima Theatre，希伯来语：תיאטורון הבימה‬）是以色列的国家剧院，也是以色列第一个希伯来语剧院，坐落在特拉维夫市中心的哈比马广场。

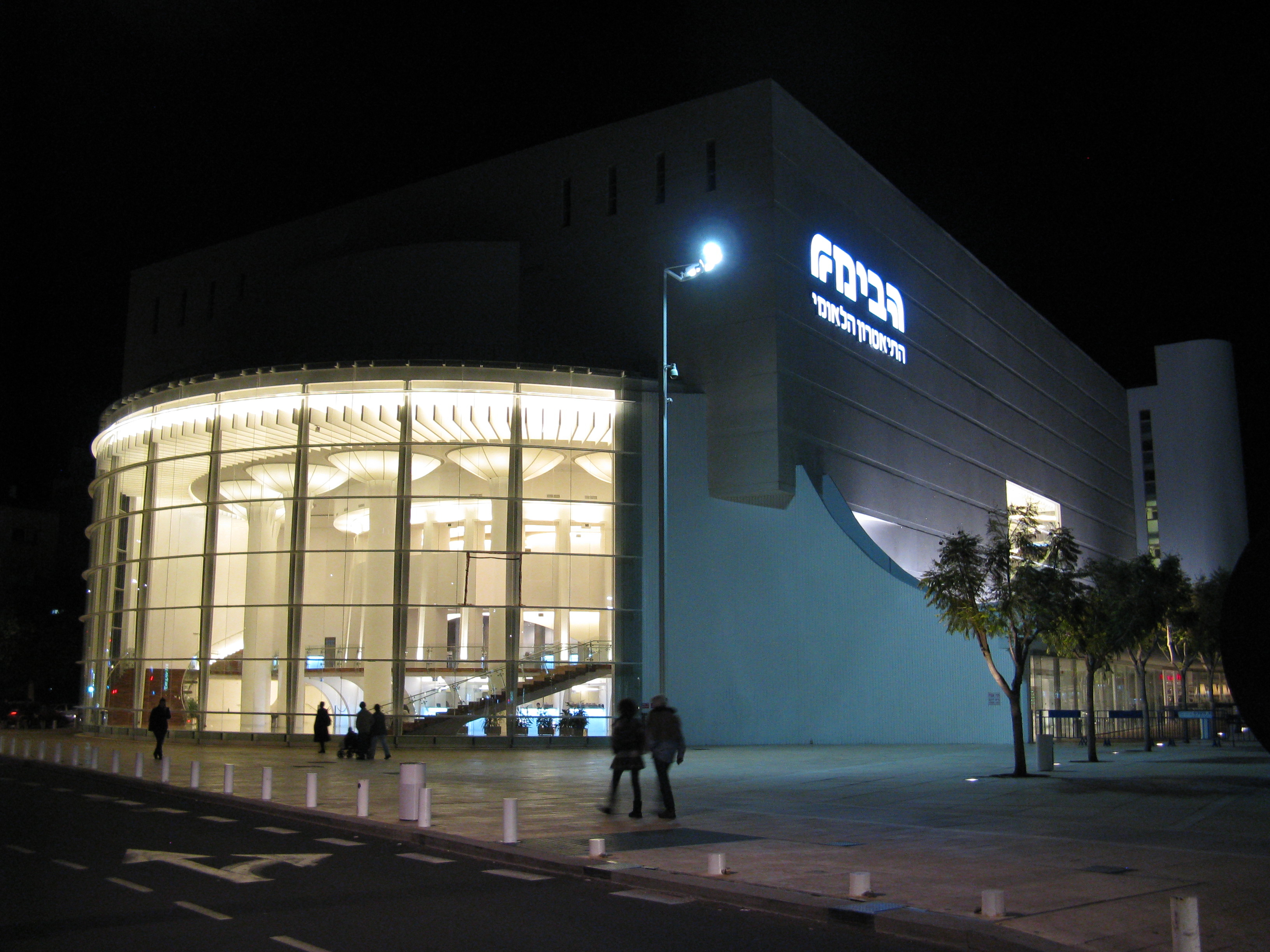
夜色中的哈比马剧院，摄于2012年

## 历史
哈比马剧院最先创办于1905年俄国革命后的莫斯科。由于剧院表演节目使用的语言是希伯来语，再加上剧目的内容也多与犹太人相关，因此受到俄羅斯帝國政府的打压。
1918年，哈比马剧院归莫斯科艺术剧院管理，标志着其发展历程进入了新的阶段，俄国革命之后，剧院和新成立的苏联政府一样，面临着许多的困难。
1926年，哈比马剧院离开了苏联，开始了包括美国在内的国外巡回演出，泽马赫（Nahum Zemach）和其他演员在纽约的表演获得巨大成功。他们演出的剧目主要由犹太传统经典改编而成，演出使用希伯来语。剧院在纽约成立了自己的演出机构。
1928年，哈比马剧院的不少演员来到由英国进行委任统治的巴勒斯坦。他们邀请了来自莫斯科艺术剧院的阿列克谢·季基对他们的演出进行指导。阿列克谢·季基指导了哈比马剧院的两部戏剧，一部是意地绪语《我的天》，于1928年12月29日进行了首演。另一部是《皇冠》，于1929年5月23日举行了首演。因为有季基指导，哈比马剧院的演出取得了巨大成功，并且在特拉维夫有了自己的固定演出场所。
1945年，哈比马剧院在特拉维夫建造起立了自己的剧场。1958年后，哈比马剧院荣获以色列奖，随后升格为以色列国家剧院。这是以色列奖第一次颁给一个机构。
进入21世纪后，哈比马剧院拥有演员80名，工作人员120名。